# Boufatis
Boufatis (em árabe: بوفاطيس) é uma comuna localizada na província de Orã, Argélia. De acordo com o censo de 2009, a população total da cidade era de 11 872 habitantes.